# بمب‌گذاری مرکز کامپیوتر وانگانوئی
بمب‌گذاری مرکز کامپیوتر وانگانوئی (انگلیسی: Wanganui Computer Centre bombing) در سال ۱۹۸۲در نیوزیلند رخ داده‌است، این رویداد یک اقدام تروریستی سیاسی، در اعتراض به توانایی نیوزیلند برای ثبت اطلاعات شخصی شهروندان که توسط طرفداران آزادی‌های مدنی به عنوان افراد به‌طور بالقوه خطرناک دیده می‌شد انجام شد.

## بمب‌گذاری
در ۱۸ نوامبر سال ۱۹۸۲، یک حمله انتحاری در مقابل ساختمان مقر اصلی سیستم کامپیوتر پلیس نیوزیلند، دادگاه، وزارت حمل و نقل و دیگر سازمان‌های اجرای قانون در وانگانوئی، انجام شد. مهاجم، یک آنارشیست «پانک راک» به نام نیل رابرتز بود. او تنها کسی بود که در این حادثه کشته شد اما سیستم‌های کامپیوتری هیچ آسیبی ندیدند.

## فیلم
در سال ۱۹۸۴ فیلم کوتاهی تحت عنوان Maintenance of Silence (حفظ سکوت) تولید شد. این فیلم یک مرد جوان به نام اریک را نشان می‌دهد که به بررسی واقعیت‌های بمب‌گذاری می‌پردازد. شخصیت اصلی فیلم درست در لحظه ای که بمب در وانگانوئی منفجر می‌شود در آوکلند از خواب می‌پرد. اریک هنگام تعمیق در شخصیت و سرنوشت نیل رابرتز، جذب او می‌شود.